# Xenopus allofraseri
Espèce
Xenopus allofraseri est une espèce d'amphibiens de la famille des Pipidae. Jusqu'en 2015 elle était confondue avec Xenopus fraseri.

## Répartition
Cette espèce se rencontre dans le Sud-Ouest du Cameroun, en Guinée équatoriale à Bioko et  en République démocratique du Congo au Bas-Congo.
Sa présence est incertaine au Gabon, en République du Congo et au Cabinda.

## Publication originale
- Evans, Carter, Greenbaum, Gvoždík, Kelley, McLaughlin, Pauwels, Portik, Stanley, Tinsley, Tobias & Blackburn, 2015 : Genetics, morphology, advertisement calls, and historical records distinguish six new polyploid species of African Clawed Frog(Xenopus, Pipidae) from West and Central Africa. PLOS ONE, vol. 10, no 12, e0142823, p. 1–51 (texte intégral).